# Betania oltre il Giordano
Betania oltre il Giordano è uno dei due luoghi in cui Giovanni Battista battezzava e dove incontrò per la prima volta Gesù, secondo il Vangelo attribuito a Giovanni (Giovanni 1, 28; 3, 26). Sebbene la tradizione cristiana ritiene il posto esatto a Perea e nella regione di "Al-Maghtas" in Giordania, gli storici ritengono che la posizione di Betania oltre il Giordano sia in realtà sconosciuta, poiché il mantenimento della zona secondo la tradizione è materialmente impossibile.

## Nel Vangelo attribuito a Giovanni
Il Vangelo attribuito all'apostolo Giovanni individua l'attività di Giovanni Battista sulle rive del Giordano (Giovanni 10, 40). Più preoccupato dell'accuratezza topografica rispetto ai vangeli canonici, suggerisce che il suo autore conosca almeno le tradizioni locali, il Vangelo di Giovanni infatti menziona due luoghi in cui Giovanni battezzò. «Vicino a Salim dove le acque sono abbondanti» è identificato nel luogo chiamato «Uyum» a Ain Fa'rah
 L'altra «Betania oltre il Giordano, dove Giovanni stava battezzando.» dove avvenne il primo incontro tra Gesù e Giovanni si trova a Perea oltre il Giordano secondo la tradizione cristiana. Tuttavia, secondo il lavoro di Murphy O'Connor, ripreso da François Blanchetière, questa posizione è impossibile.
Il nome Betania oltre il Giordano è usato per distinguere questo luogo dalla città di Betania, situata a quindici stadi da Gerusalemme dove la famiglia di Lazzaro, Maria di Betania e Marta aveva delle proprietà e una residenza dove Gesù fece un pasto: «Sei giorni prima della Pasqua» prima di entrare a Gerusalemme.

## Il sito tradizionale

### Origene e Bethabara

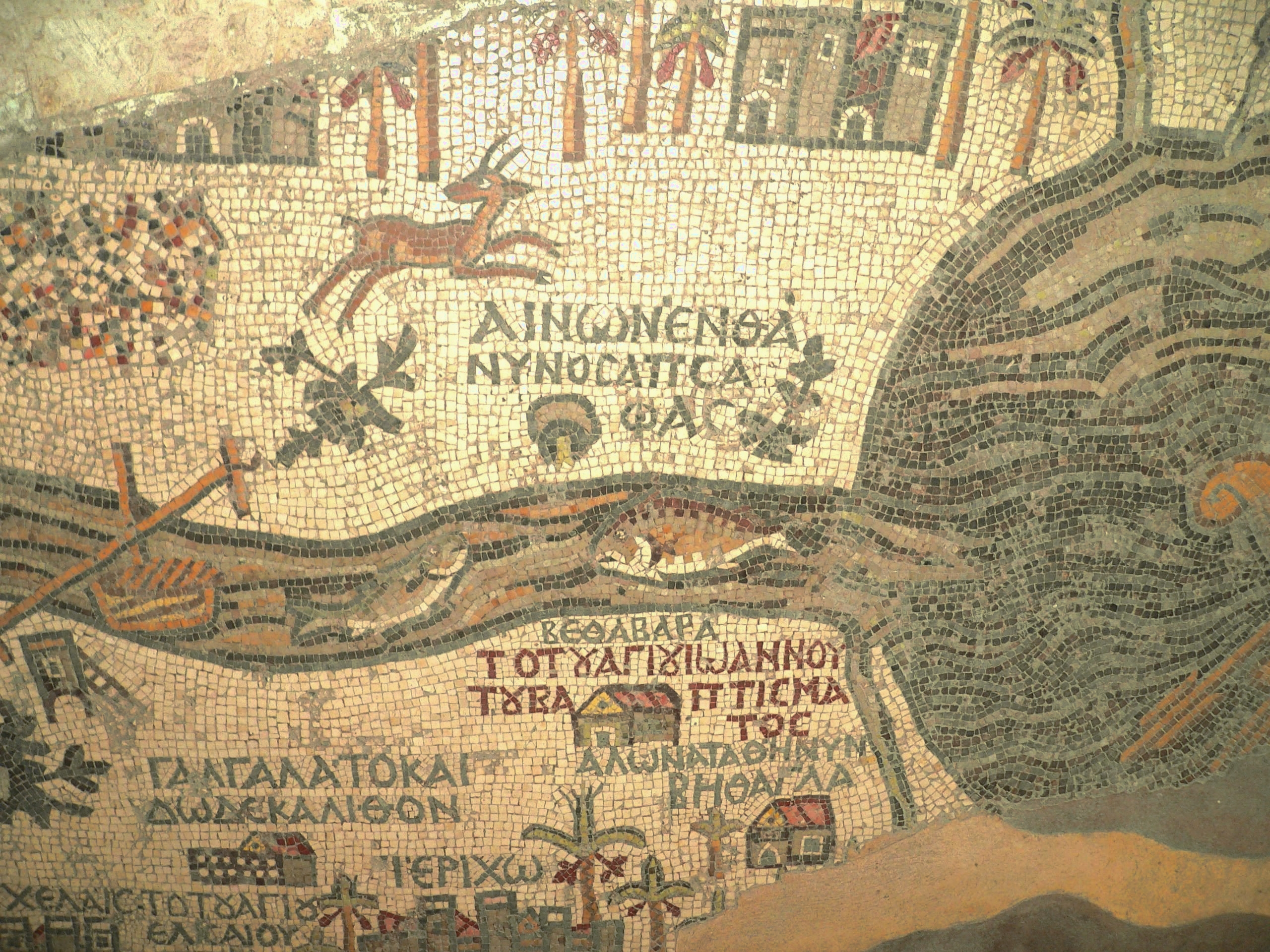
La mappa di Madaba dei luoghi in cui Giovanni Battista battezzò. Quello qui raffigurato (chiamato Sapsaphas del VI secolo) è considerato erroneo dagli storici, che detengono Ænon vicino alla città di Salim in Samaria, come indicato dal Vangelo attribuito a Giovanni. Questo luogo non visibile su questo estratto di mappa è chiamato "Non vicino a Salem, che è anche Salomia». Di fronte al sito errato di Ænon è posizionato il sito di Bethabara, ritenuto da una parte della tradizione cristiana Betania oltre il Giordano.

Nel III secolo, Origene scrisse nel suo Commentario su Giovanni: 
Origene è il primo autore a proporre di identificare il sito Betharaba a Betania oltre il Giordano. Si può vedere, tuttavia, che questa identificazione è basata su una confusione con la città di Betania dove Lazzaro, Maria Maddalena e Marta avevano una casa. Un secolo dopo, troviamo in Giovanni Crisostomo, la tradizione che identifica "Betania oltre il Giordano" con Betharaba. Sulla mappa di Madaba esiste sulla posizione dei due luoghi in cui Giovanni stava battezzando, poiché rappresenta il sito di Aenon in due luoghi diversi sulla mappa, uno dei quali è quello mantenuto dagli storici. Di fronte al sito sbagliato per Aenon troviamo Bethabara, localizzazione errata in sé poiché non si trova "oltre il Giordano" ma più sotto.
Tuttavia, diversi manoscritti attestano che questa tradizione era abbastanza potente tale da modificare il testo del Vangelo attribuito a Giovanni. Il nome Betania oltre il Giordano è sostituito dal nome Betharaba. Questa modifica del XVII secolo si trova nella Bibbia di Re Giacomo.

### Distanza tra Bethabara e Cana
Oltre al fatto che Origene confonde chiaramente la città di Betania ad est di Gerusalemme con Betania oltre il Giordano, il nome del sito che egli mantiene non è Betania, ma Bethabara (da Beth Abarah, letteralmente il "luogo di passaggio") e che non è al di là del Giordano, ma sotto, i critici hanno anche notato che il sito di Bethabara si trova troppo lontano da Cana per essere considerato. Come ricorda George Frederick Wright dall'inizio del XX secolo:
Mentre Gesù era a Betania oltre il Giordano con i suoi primi due discepoli, il giorno dopo: «decise di partire per la Galilea» così reincontra: «Filippo che era di Betsaida» così come Nathanael. «Il terzo giorno» si trovano «alle nozze di Cana in Galilea» Ciò indica che ci vuole un giorno o un giorno e mezzo per viaggiare da Betania a Cana, il che è impossibile dal sito di Betharaba. L'opinione diffusa è che vi fosse una Betania a quindici stadi a Gerusalemme e un'altra sull'altra sponda del Giordano, ma la cui posizione rimane sconosciuta.

### Altre citazioni
(Antonino di Piacenza (570 d.C.))
Epifanio (750-800) menziona una grande chiesa sulla riva del fiume, un miglio a ovest del monastero di S. Giovanni Battista.
Vorrei suggerire che questa "Betania oltre il Giordano" non è "dove Giovanni Battista incontrò per la prima volta Gesù, secondo il Vangelo attribuito a Giovanni" (Giovanni 1, 28, 3, 26). Innanzitutto, secondo Matteo (Matteo 3:1-17), Gesù fu battezzato nel deserto della Giudea, una regione ovest del Giordano. Inoltre, l'apostolo Giovanni non raccontò il battesimo di Gesù ma semplicemente citò le parole della testimonianza di Giovanni Battista dette al riguardo (Giovanni 1, 32-34); poi, raccontò che, dopo quell'incontro, "il giorno seguente, Giovanni era di nuovo là con due de’ suoi discepoli; e avendo fissato lo sguardo su Gesù che stava passando, disse: Ecco l’Agnello di Dio! E i suoi due discepoli, avendolo udito parlare, seguirono Gesù. E Gesù, voltatosi, e osservando che lo seguivano, domandò loro: Che cercate? Ed essi gli dissero: Rabbì (che, interpretato, vuol dire: Maestro), ove dimori? Egli rispose loro: Venite e vedrete. Essi dunque andarono, e videro ove dimorava, e stettero con lui quel giorno. Era circa la decima ora" (versetti 35-39). Se si trattasse dell'occasione del battesimo di Gesù, contraddirebbe gli altri Vangeli che indicano che fu dopo il suo battesimo che Gesù "fu condotto dallo Spirito su nel deserto, per esser tentato dal diavolo" (Matteo 4:1). Anzi, Marco precisò che fu "subito dopo" (Marco 1:12).

### Al-Maghtas
Al Maghtas (arabo: المغطس), che significa "battesimo" o "immersione" in arabo, è un luogo della Giordania sulla riva orientale della Giordania, situato a 10 chilometri a sud-est di Gerico, di fronte al sito di Betabara. Questo sito è, secondo la tradizione ebraica, il luogo in cui Giosuè avrebbe passato gli ebrei quando entrarono in Palestina. Secondo la tradizione cristiana che si accorda con la tradizione ebraica per la valorizzazione teologica di questo sito, sarebbe anche la Betania oltre il Giordano del Vangelo attribuita a Giovanni. Questa indicazione è inclusa nelle guide turistiche.
Dal 1994, una squadra giordana guidata dal professor Mohammad Waheeb ha condotto diversi scavi archeologici nella regione. Papa Giovanni Paolo II ha visitato il sito nel marzo 2000, così come Benedetto XVI nel maggio 2009 e Francesco nel maggio 2014. Nel 2007, un film documentario intitolato "Il battesimo di Gesù Cristo - Scoprire Betania oltre il Giordano" è stato girato sull’argomento.
Il 5 luglio 2015, il sito è stato inserito nell'elenco dei patrimoni dell'umanità dell'UNESCO e diventa così il quinto sito in Giordania, insieme a Tell Mar Elias. Il governo giordano promuove la costruzione di chiese e centri di accoglienza assegnando lotti a diverse comunità cristiane. Tuttavia, secondo la mappa di Madaba, che corrisponde grosso modo a quella del sito, non è stato chiamato Betania, ma Enon, il nome dell'altro luogo dove Giovanni stava battezzando e si trova vicino a Salim Samaria più a nord. Da parte sua, il Ministero del Turismo israeliano ha annunciato l'apertura del sito Kasser al Yahud - che corrisponde a Bethabara citato da Origene - come "il luogo del battesimo di Gesú. "

## Ipotesi
È stato ipotizzato che Bethabara potrebbe designare l'area che Giuseppe Flavio chiamato Batanea o un luogo chiamato Betania e situato nella Betanea che è una delle regioni della tetrarchia di Filippo. Quest'ultimo si trova a nord-est del lago di Galilea ed è separato dalla Galilea solo dal fiume Giordano. Secondo Giuseppe Flavio, una delle sue grandi città si chiamava Ecbatana (Έχβατάνα) scritto anche Én Batania (έν Βατάναια). Troviamo la radice "btn" in tutti questi nomi, mentre l'ebraico o l'aramaico contengono vocali. Per D. A. Carson che supporta questa ipotesi, Betania è una possibile traslitterazione del nome della Betania in aramaico verso il greco. La regione è ben situata "oltre il Giordano" ed è a un giorno di distanza da Cana. Quando "Gesù decise di andare in Galilea; per incontrare Filippo [...] che era di Betsaida" il che potrebbe indicare che Betania oltre il Giordano fosse vicino a Betsaida e sulla strada per andare in Galilea, che corrisponde effettivamente alla posizione del Betanea.
Potrebbe essere il sito dell'antica città ebraica di Ecbatana (scritto anche Έχβατάνα έν Βατάναια o έν Βατάνοις), Shimon Applebaum pensa di aver localizzato una rovina a Al-Ahmadiyah (Golan in Siria). Una delle due città (con Bassir), dove Erode il Grande aveva installato il "Babilonese" Zamaris e il suo clan in opposizione al banditismo Traconitide negli ultimi dieci anni del suo regno (10-7 a.C.).
Vorrei suggerire che questa "Betania oltre il Giordano" non è "dove Giovanni Battista incontrò per la prima volta Gesù, secondo il Vangelo attribuito a Giovanni" (Giovanni 1, 28, 3, 26). Innanzitutto, secondo Matteo (Matteo 3:1-17), Gesù fu battezzato nel deserto della Giudea, una regione ovest del Giordano. Inoltre, l'apostolo Giovanni non raccontò il battesimo di Gesù ma semplicemente citò le parole della testimonianza di Giovanni Battista dette al riguardo (Giovanni 1, 32-34); poi, raccontò che, dopo quell'incontro, "il giorno seguente, Giovanni era di nuovo là con due de’ suoi discepoli; e avendo fissato lo sguardo su Gesù che stava passando, disse: Ecco l’Agnello di Dio! E i suoi due discepoli, avendolo udito parlare, seguirono Gesù. E Gesù, voltatosi, e osservando che lo seguivano, domandò loro: Che cercate? Ed essi gli dissero: Rabbì (che, interpretato, vuol dire: Maestro), ove dimori? Egli rispose loro: Venite e vedrete. Essi dunque andarono, e videro ove dimorava, e stettero con lui quel giorno. Era circa la decima ora" (versetti 35-39). Se si trattasse dell'occasione del battesimo di Gesù, contraddirebbe gli altri Vangeli che indicano che fu dopo il suo battesimo che Gesù "fu condotto dallo Spirito su nel deserto, per esser tentato dal diavolo" (Matteo 4:1); anzi, Marco precisò che fu "subito dopo" il suo battesimo (Marco 1:12).